# 고고도 정찰용 무인항공기 사업

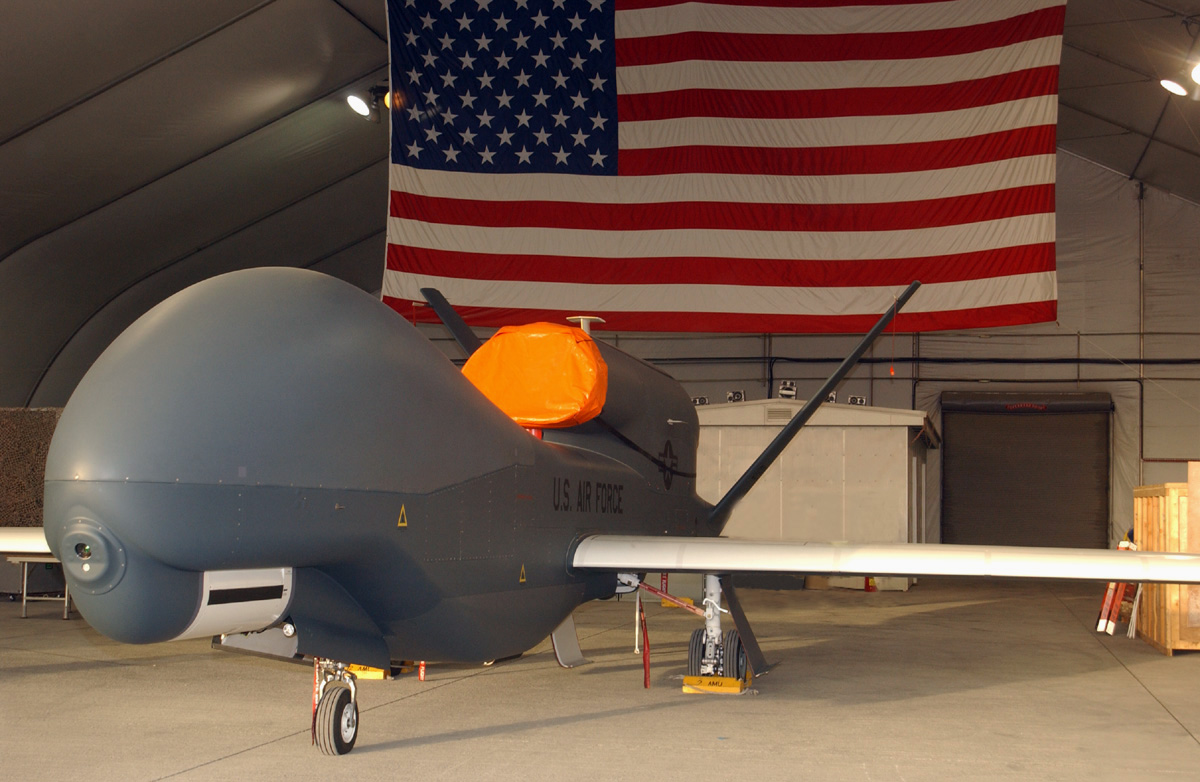
글로벌 호크는 MQ-9 리퍼와 달리, 광학 카메라와 합성개구레이다를 동시에 탑재했다.

고고도 정찰용 무인항공기 사업 또는 HUAV 사업은 대한민국 공군이 RQ-4 글로벌 호크를 도입하려는 사업이다.

## 역사
2003년 6월 합동참모본부는 합동참모회의를 통해 HUAV가 필요하다는 소요결정을 내렸다. 그러나 미국이 수출을 반대했다.
2009년 방위사업청이 구매요청서(LOR)를 보냈다. 미국 공군은 글로벌 호크 1세트(4대) 가격이 4억 4,200만달러(4,500억원)이라고 답변했다.
2012년 12월 21일, 미국 국방부 산하 국방안보협력국(DSCA)은 미국 의회에 글로벌 호크 4대를 한국에 판매하겠다고 공식 통보했다. 글로벌 호크 4대와 부품, 훈련, 군수지원 등을 포함해 12억 달러(1조 3,000억원)다. 한국 정부의 예상가격 4,000억원보다 3배 이상 높은 수준이다.
2012년 12월 26일, 한국국방연구원(KIDA)이 지난 1~8월 실시한 HUAV 사업타당성 재조사 결과 글로벌호크 구매에는 1조원, 운용.유지에는 6조원이 투입된다.
2014년 3월 24일 방위사업청은 김관진 국방부 장관 주재로 제77회 방위사업추진위원회(방추위)를 열었다. 방추위는 고고도 정찰용 무인항공기로 미국 노스롭 그루먼사가 제작하는 글로벌 호크 블록30형 1세트(4대)를 FMS 방식으로 8,800억원에 구매하기로 했다.
2017년까지 글로벌 호크 1세트(4대)가 전력화돼 킬 체인의 핵심 정찰 임무를 맡게 될 것이다.
2019년까지 글로벌 호크 4대 1세트가 도입된다. 전력화는 당초 계획보다 10년 정도가 늦춰졌다. 2대가 상공에서 정찰활동을 하고 한 대는 출격 대기상태, 나머지 한 대는 정비상태로 운용을 하게 된다.

## 오산 공군기지
수입한 글로벌 호크는 오산 공군기지에서 공군 39전술정찰비행전대가 운영할 것으로 보이며 수집한 영상정보는 37전술정보전대로 보내진다.

## 신호정보 수집
미군의 글로벌 호크는 신호 정보를 수집하는 감청장치가 탑재되어 있는데, 한국이 수입하는 글로벌 호크에는 신호수집장비가 없다. 이 기능은 신형 백두정찰기 2대가 맡을 것이다. 방위사업청은 2009년부터 미국에 신호수집장비 수출을 요청해 왔지만 거부당했다. 신형 백두정찰기의 신호 정보 수집장비는 북한에 대한 주파수 감청범위가 500 MHz에서 3 GHz로 늘어나며, 신호 정보 탐지거리는 370 km이다.

## 논란
HUAV 사업과 MUAV 사업은 중복사업이라서, 한가지를 폐기해야 한다는 주장이 있었다. 2016년 기준으로, HUAV 사업은 미국 글로벌 호크를 수입하고, MUAV 사업은 대한항공 KUS-15을 독자개발 하기로 결론이 났다.